# Hechos consumados
Hechos consumados es una obra de teatro del dramaturgo chileno Juan Radrigán, estrenada en 1981 en la Sala Bulnes, con dirección de Nelson Brodt y actuaciones de Pepe Herrera, Silvia Marín, Mariela Roi y Jaime Wilson.

## Elenco original
- Pepe Herrera
- Silvia Marín
- Mariela Roi
- Jaime Wilson

## Argumento
Basada en la aclamada obra teatral de Juan Radrigán (1937-2016), considerado uno de los dramaturgos chilenos más importantes de la historia, con más de 40 obras dramáticas de su autoría. Fue elegido Premio Nacional de las Artes de la Representación y Audiovisuales 2011.
Hechos Consumados fue representada por primera vez el 26 de septiembre de 1981 en el Teatro Bulnes de Santiago, con un elenco conformado por Pepe Herrera, Silvia Marín, Nelson Brodt (director también de la obra) y Jaime Wilson (quien luego fue reemplazado por Mariela Roi). Al momento de su estreno, Radrigán escribió: «Hechos Consumados no es una obra amable, no puede serlo, pues se trata del problema de un hombre que quiere vivir con dignidad, y ésa es la más dura tarea que se puede imponer una persona».
La película dirigida por Luis R. Vera, fue rodada en 1985 gran parte en un sitio eriazo de calle Padre Hurtado con Bilbao. Su estreno se realizó el 21 de noviembre de 1986 en los cines Ducal y Providencia.
La cinta narra la historia de Emilio (Nelson Brodt) y Marta (Loreto Valenzuela), pareja de pordioseros que habitan a las orillas de un río. Siendo de propiedad privada, el lugar es cuidado por Miguel (José Soza), vigilante constantemente humillado por su patrón y cuya esposa sufre de tuberculosis (Mónica Carrasco). Es este personaje quien detona el conflicto al tener que echar a la pareja del lugar.
Una obra y un filme que comenzaba a dar cuenta del sistema neoliberal que comenzaba a imperar con fuerza en la sociedad chilena, donde la propiedad privada se pone por encima de cualquier bien común o humano.

## Representaciones destacadas
En 1999, el Teatro Nacional Chileno realizó otra versión a cargo de la compañía Teatro La Memoria del director Alfredo Castro: 
- Amparo Noguera como Marta
- José Soza como Emilio
- Pepe Herrera
- Benjamín Vicuña

En enero de 2010 se remonta por motivo del Bicentenario del Festival Santiago a Mil con dirección de Alfredo Castro:
- Amparo Noguera como Marta
- José Soza como Emilio
- Rodrigo Pérez
- Felipe Ponce